# 기타고촌 (미야자키현)
기타고촌(北郷村)은 미야자키현 북부, 히가시우스키군에 있던 촌이다.

## 지리
마을은 규슈 산지에 포함되며 대부분 산림으로 이루어져 있다. 

## 역사
- 1889년 5월 1일 - 정촌제 시행에 수반해 기타고촌이 성립하였다.
- 2006년 1월 1일 - 난고촌, 사이고촌이 합병 (신설합병),  미사토정이 되었다.

## 교통

### 도로
- 국도 제388호선